# کوه نبی شعیب
جبل النبی شعیب که به معنای کوه شعیب پیغامبر است در استان صنعای یمن واقع شده است. این کوه بلندترین نقطه کشور یمن و همچنین شبه جزیره عربستان می باشد.
این قله یکی از برجسته ترین قله های جهان و سومین قله برجسته در خاورمیانه است.

## خاستگاه نامگذاری
این کوه به نام پیامبری به نام «شعیب بن مهدم بن ذی مهدم الشعری» نامگذاری شده است. به گفتهٔ دانشمندان اسلامی ، او با شعیب از مدین (شمال خاوری عربستان) متفاوت است.
به گفته الحمدانی ، شعیب را نزد مردم دهستان حَضور فرستادند ، اما آنها او را کشتند ، و خداوند بخت نصر را که شهر آنها را ویران کرد ، فرستاد.
بومیان بر این باورند که آرامگاه وی در کوه است. به این کوه جبل حَضور نیز گفته می شود زیرا در دهستان حَضور واقع شده است.

## ویژگیها
بلندای قله اغلب ۳۷۶۰ متر (۱۲۳۴۰ فوت) گزارش شده‌است، ولی این گزارش از سوی داده‌های مأموریت مکان‌نگاری شاتل رادار یا منابع نقشه‌برداری جدید پشتیبانی نمی‌شود.
بلندای درست کوه ۳۶۶۶ متر (۱۲۰۲۸ فوت) است و در نزدیکی صنعا ، پایتخت یمن واقع شده‌است. 
دوری کوه طیال (دومین کوه بلند یمن) از پایتخت نیز تقریبا به همان اندازهٔ دوری کوه نبی‌شعیب از پایتخت است.

این کوه ممکن است از برخی جاها (مانند بزرگراه صنعا-الحدیده) همچون تپهٔ سنگی (شیب ملایم) به نظر برسد،  ولی از سمت خاوری کوه، کوهی عظیم می‌نماید که پیرامون ۱۵۰۰ تا ۱۶۰۰ متر (۴۹۰۰-۵۲۰۰ فوت) بلندا دارد. 
کوه نبی‌شعیب با ایستانیدن ابرهای بارشی، باعث می‌شود آن سوی، نسبتاً حاصل‌خیز باشد.